# Attack!!
Attack!! je četrnaesti studijski album švedskog glazbenika i gitarista Yngwiea Malmsteena koji je bio objavljen u listopadu 2002. godine. Na albumu se po prvi puta u ulozi pjevača pojavljuje Doogie White. Izlazi u dvije verzije, jedna za američko, a druga za korejansko tržište.

## Popis pjesama

#### SAD verzija:
1. "Razor Eater"  – 3:27
2. "Rise Up"  – 4:33
3. "Valley of the Kings"  – 5:43
4. "Ship of Fools"  – 4:16
5. "Attack"  – 4:25
6. "Baroque 'n Roll" (Instrumental)  – 5:56
7. "Stronghold"  – 4:17
8. "Mad Dog"  – 3:24
9. "In the Name of God"  – 3:36
10. "Freedom Isn't Free"  – 4:07
11. "Majestic Blue" (Instrumental)  – 6:03
12. "Valhalla"  – 6:44
13. "Ironclad"  – 4:58
14. "Air" (Instrumental)  – 2:36
15. "Battlefield"  – 3:26
16. "Dreaming" (Uživo) - bonus track

#### Koreja verzija:
1. Razor Eater  – 3:27
2. Rise Up  – 4:33
3. Valley of the Kings  – 5:44
4. Ship of Fools  – 4:16
5. Attack!!  – 4:25
6. Baroque 'n Roll (Instrumental)  – 5:56
7. Stronghold  – 4:17
8. Mad Dog  – 3:24
9. In the Name of God  – 3:38
10. Freedom Isn't Free  – 4:08
11. Majestic Blue (Instrumental)  – 6:03
12. Valhalla  – 6:44
13. Touch The Sky – 5:02
14. Iron Clad – 4:58
15. Air (Instrumental) – 2:35
16. Nobody's Fool – 3:42

## Osoblje
- Yngwie Malmsteen — vokali (na skladbi "Freedom Isn't Free"), električna gitara, klavijature, bas-gitara,
- Doogie White — vokali
- Derek Sherinian — klavijature
- Patrik Johansson — bubnjevi